# ميريديث سكوت لين
ميريديث سكوت لين (بالإنجليزية: Meredith Scott Lynn)‏ هي منتجة أفلام وكاتبة سيناريو ومخرجة وممثلة أمريكية، ولدت في 8 مارس 1970 ببروكلين في الولايات المتحدة.

## أعمال

### أفلام
- (1999) قوى الطبيعة[3]
- (2001) شقراء قانونيا[4]
- (2003) جريمة قتل هوليوودية[5]

### مسلسلات
- لوس أنجلوس
- ربات بيوت يائسات
- كيف قابلت أمكما
- ويدز

## وصلات خارجية
- ميريديث سكوت لين على موقع IMDb (الإنجليزية)
- ميريديث سكوت لين على موقع ألو سيني (الفرنسية)
- ميريديث سكوت لين على موقع أول موفي (الإنجليزية)
- ميريديث سكوت لين على موقع قاعدة بيانات الأفلام السويدية (السويدية)
- ميريديث سكوت لين على موقع قاعدة بيانات الفيلم (الإنجليزية)
- ميريديث سكوت لين على موقع كينوبويسك (الروسية)